# I Come in Peace
I Come in Peace (bra: O Grande Anjo Negro; prt: O Anjo da Morte), também nomeado Dark Angel, é um filme de ficção científica e de ação estadunidense de 1990, dirigido por Craig R. Baxley e estrelado por Dolph Lundgren, Brian Benben, David Ackroyd e Sam Anderson.

## Análise
"Eu venho em paz"
"E você vai em partes, cuzão"

Diálogo icônico do filme
O filme vem na esteira de uma série de produções que traziam a presença de um alienígena a ser perseguido, como Predator (1987). Apesar do orçamento considerado baixo (U$ 5 milhões) o diretor, que vem de uma família de dublês, conseguiu segundo um crítico fazer "uma mistura única de subgêneros de policial camarada, mafioso e visitante alienígena sinistro que de alguma forma consegue passar por 90 minutos sem qualquer atraso perceptível".
Quando a versão em blu-ray foi lançada em 2013 o título foi alterado para Dark Angel, o que desagradou ao público estadunidense que o conhecia pelo título original. No enredo uma dupla improvável de policiais combate uma gangue de tráfico que tem conexões intergaláticas, e o filme traz muitas cenas de explosões e muitas mortes que, segundo Anthony Arrigo, agradam aos fãs dos filmes "clássicos" do período.